# Magische Ziegel
Als Magische Ziegel, auch Zauberziegel, werden Ziegel aus ungebranntem Lehm beziehungsweise Ton bezeichnet, die im altägyptischen Totenkult seit dem Neuen Reich Verwendung fanden. Beispiele für diese magischen Objekte sind u. a. aus der späten Zeit Thutmosis III. bis zur Regierungszeit Ramses II. erhalten. Die Ziegel waren mit Abschnitten aus dem Ägyptischen Totenbuch (Spruch 151) versehen und sollten die Feinde des Osiris vertreiben und den Verstorbenen beschützen.
Zur Zeit des Neuen Reiches wurden vier dieser Ziegel in kleinen Nischen in den Wänden der Grabkammer aufgestellt. Zu jedem Magischen Ziegel gehörte ein Amulett (Grabamulett), das jedoch variieren konnte. So galt für die Westwand ein Djed-Pfeiler, für die Ostwand ein Amulett in Gestalt des Anubis, für die Südwand eine Fackel aus Schilfrohr und für die Nordwand eine Uschebti-ähnliche Figur. Im Grab des Tutanchamun (KV62) fanden sich beispielsweise folgende Zuordnungen: Der Magische Ziegel der Ostwand war mit einer Osiris-Figur versehen, der der Südwand mit einem Djed-Pfeiler und der Ziegel der Westwand mit einer Anubis-Figur und für die Nordwand eine Uschebti-Figur.
Bezug auf sogenannte „Becken aus Ton“ nimmt auch der Spruch 137A des Ägyptischen Totenbuches, obwohl dieser von dem „Spruch für Fackeln“ handelt:
„Verklärungen, für einen Verstorbenen zu verwenden, nachdem du vier Becken an Ton angefertigt hast,
mit Weihrauch durchmengt, und mit der Milch einer weißen Kuh gefüllt, in denen die Fackeln gelöscht werden.“
Ein solcher fünfter Magischer Ziegel fand sich vor dem nach Westen ausgerichteten Anubisschrein in der sogenannten „Schatzkammer“ im Grab des Tutanchamun. Das beigefügte Amulett war eine Fackel, enthielt jedoch keinen Absatz aus Spruch 137A, sondern 151 in abgeänderter Form beziehungsweise anderer Übersetzung:
„Ich bin es, der den Sand hindert, die geheime Kammer zu ersticken, und der derjenigen zurückweist, der ihn zurückweist mit der Wüstenflamme. Ich habe die Wüste (?) in Flammen gesetzt, ich bin schuld, wenn der falsche Weg genommen wird. Ich bin da zum Schutz des Osiris (des Verstorbenen)“.
Erik Hornung übersetzte:
„Ich bin es, der den Sand hindert, das Verborgene zu versperren, und der den zurückweist, der sich (selbst) zur Brandfackel der Wüste zurückweist. Ich habe die Wüste in Flammen gesetzt, ich habe den Weg (des Feindes) in die Irre geleitet. Ich bin der Schutz des N.N.“